# KhoMha
Roberto Alzate Pasos (Medellín, 3 de diciembre de 1991), reconocido en la escena electrónica como KhoMha, es productor y DJ su música se caracteriza por tener un estilo único, sus producciones están influenciadas por varios géneros tales como el progressive, trance, techno y house.
En su país natal en el 2017 fue nombrado como el mejor DJ nacional  en los premios Colombia Dance Awards (CDA).

## Biografía
Nació el 3 de diciembre de 1991 en Medellín, Colombia, su nombre de nacimiento es Roberto Alzate, de un matrimonio es el menor de dos hijos. Desde pequeño mostró gusto especial por la música y de manera empírica comenzó a investigar sobre los diferentes géneros musicales tradicionales de su país, a su vez sobre sonidos  poco convencionales en su cultura y es ahí donde comienza su gusto por el trance y el house. A los 14 años por hobby comenzó a realizar pequeñas producciones teniendo como influencia artistas tales como Daft Punk, Steve Angello, Markus Schulz, The Chemical Brothers, Deadmau5, Armin Van Buuren, entre otros.  
Dos años más tarde por medio de la red social Myspace,  dio a conocer sus producciones, logrando llamar la atención de sellos colombianos y norteamericanos. A sus 17 años sus canciones empezaron a entrar en los tops de Beatport. Paralelo a esto en su ciudad origen comienza a tocar como opening DJ en los grandes eventos de música electrónica. Más adelante tuvo la oportunidad realizarle un Remix a Chris Recce & Nadia Ali de su canción “The Notice” firmado por el sello holandés Armada Music.   
En 2012 se muda a Miami, EE. UU.,a trabajar con Markus Schulz en su sello discográfico Coldharbour Recordings, allí tuvo la oportunidad de realizar varias giras internacionales participando en el Transmission en República Checa, Ushuaia-Ibiza, Ministry of Sound- Londres. En su paso por Coldharbour se destaca dos Bus Tours de USA visitando más 26 ciudades tocando en los clubes más representativos de cada ciudad.  
En 2012 lanzó su primer  E.P llamado 507, el cual tuvo gran aceptación, lo cual le permitió afianzar su sello característico en la producción musical conocido como el “Khomha Style” porque sus canciones suenan diferentes por el dark vibe, el groove y el beat fuerte. Este estilo le permitió participar  los principales festivales del mundo tales como: Ultra Music Festival de 2014 y 2016, Tomorrrowland 2014 y 2016, Electric Zoo New York, Creamfields, A State of Trance, entre otros.   
En el 2015 KhoMha logra su primera participación en Hollywood con su canción  “Hydra” la cual fue elegida como banda sonora de la película “Wild Card” en la cual actúa la reconocida actriz colombiana Sofía Vergara junto a Jason Statham.
Durante ese periodo comienza  a trabajar como artista del sello discográfico Armada Music y a su vez se convirtió en el primer latinoamericano en hacer parte de la agencia Dawid Lewis Productions, la cual se destaca por ser una de las mejores agencias de DJs de música electrónica del mundo.
En 2016 fue nominado como el Mejor DJ Latino Americano por la revista mexicana EMPO. En Colombia fue nominado en el Premio Shock como mejor propuesta electrónica. 
En 2017 realiza su segunda gira mundial visitando algunas en ciudades en los cinco continentes.
En su país natal en el 2017 fue nombrado como el mejor DJ nacional  en los premios Colombia Dance Awards (CDA).
Actualmente una de sus mejores canciones se llama "Tierra" lanzada el 20 de abril del 2018, está hace parte del álbum "Elements EP". 

## Sencillos
2010
- Magna
- She Lives In a Fantasy

2011
- E.P.507

2012
- Mind Gamer
- The Sky Is Inside You
- Vapour
- The Dark Knight

2013
- Dusk Riddles
- Vapor

2014
- Asylum
- Dejavu
- Drummer
- Afterall
- Cyclone
- Hydra
- Dimensional
- Never Going Back

2015
- Inmortal
- The Alchemist
- El Malo
- Restart (con Mike Schmid)

2016
- Los Capos

2017
- Dance Electric
- The Creator
- Laberinto

2018
- Aire [Elementos EP]
- Fuego [Elementos EP]
- Agua [Elementos EP]
- Tierra [Elementos EP]
- Exodus [Elementos EP]
- Aether [Elementos EP]
- White Swan
- Color Blind

2019
- We Come In Place
- Interstellar
- Stardust

### Remixes
- 2012 DNS Project Feat Madelin Zero - Another Day (KhoMha Remix)
- 2016: Armin van Buuren - Caught In The Slipstream (KhoMha Remix)
- 2018: Veracocha - Carte Blanche (KhoMha Remix)
- 2018: Morgan Page & Pex L - Gone My Way (KhoMha Remix)